# Andrzej Seidler-Wiślański
Andrzej Seidler-Wiślański, także Andrzej Seidler Ritter von Wiślański (ur. 4 sierpnia 1812 w Lipniku, zm. 1 kwietnia 1895) – urzędnik austriacki, prezydent Krakowa w latach 1856–1866.

## Życiorys

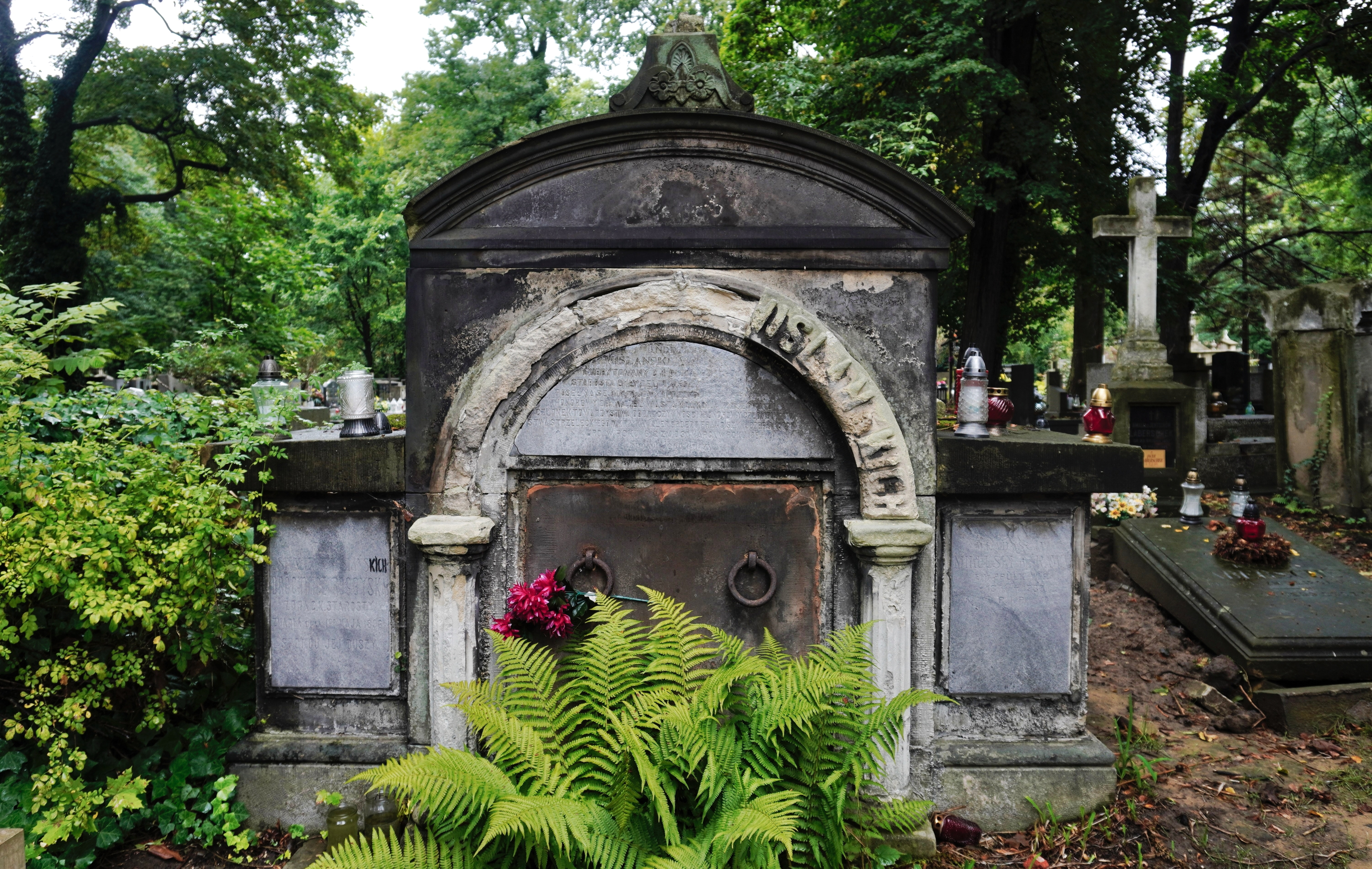
Grób Andrzeja Seidlera-Wiślańskiego na Cmentarzu Rakowickim w Krakowie

W połowie lat czterdziestych XIX w. odbywał praktyki w urzędzie gubernialnym we Lwowie. Przed nominacją na prezydenta pełnił funkcję c.k. sekretarza namiestniczego i prezydialnego przy rządzie krajowym.

### Prezydent Krakowa
6 sierpnia 1856 roku po rezygnacji Fryderyka Tobiaszka mianowany przez Ministra Spraw Wewnętrznych tymczasowym prezydentem. Jego nominacja zyskała uznanie wśród krakowian. Seidler wykazał się znajomością prawa miasta, do mieszkańców odnosił się przychylnie.
Za jego rządów Kraków zyskał połączenie kolejowe z Wieliczką w 1857, Niepołomicami 1858 oraz ze Lwowem 1861. Podjęto również wówczas poważniejsze prace przy brukowaniu krakowskich ulic. 1 listopada 1857 uruchomiono gazownię, otwarto nowy kamienny most na Starej Wiśle w pobliżu ulicy Blich.
W sprawach urzędowych podjął prace nad nowym statutem miasta Krakowa. W 1864 zakupił wynajmowany do tej pory na potrzeby magistratu pałac Wielopolskich. W 1859 przyjął nowy podział administracyjny Krakowa na 8 dzielnic (utrzymał się on prawie 100 lat). W 1861 wprowadził do urzędowania magistratu język polski. Na wniosek Seidlera postanowił od 1863 sprawy miasta załatwiać wyłącznie na posiedzeniach magistratu.
4 listopada 1858 przyznano Andrzejowi Seidlerowi tytuł Honorowego Obywatela Krakowa.
Po przeprowadzeniu pierwszych wyborów do Rady Miasta po przywróceniu samorządu w dniu 16 sierpnia 1866 złożył przed nową radą sprawozdanie z rządów miastem, a w dniu 13 września 1866 przekazał urząd na ręce nowo wybranego prezydenta Józefa Dietla.

### Późniejsze losy
Od 1869 do 1879 roku był starostą przemyskim. Równocześnie ze sprawowaniem funkcji starosty był Radcą Namiestnictwa i przewodniczącym Rady Szkolnej Okręgowej w Przemyślu, oraz posłem do Sejmu Krajowego. W 1854 roku był komisarzem w rzeszowskim urzędzie cyrkularnym.
23 maja 1879 otrzymał austriackie szlachectwo II stopnia (tytuł Ritter), wraz z predykatem „von Wiślański”. 30 maja 1895 otrzymał tytuł Honorowego Obywatela Miasta Rzeszowa. Był również Honorowym Obywatelem Białej.
Zmarł 1 kwietnia 1895 roku i został pochowany w Krakowie.